# Sleeper hit
En sleeper hit (ungefärligt översatt till sovande succé) är en term som används inom mediaindustrin. Termen innebär att ett verk (såsom en film, ett datorspel, ett musikalbum eller liknande) blir en succé trots att det från början antingen inte marknadsfördes i en större utsträckning eller att verket inte var framgångsrikt vid lanseringen. Dessa verk kan i vissa fall uppnå kultstatus.

## Exempel

### Filmer
- Forrest Gump, som hade begränsad marknadsföring.
- Min bäste väns bröllop, som hade begränsad marknadsföring.
- Sjätte sinnet, som hade begränsad marknadsföring.
- Easy Rider, som tilltalade den yngre generationen och blev en stor succé trots sin begränsade budget.

### Musik
- The Romantics låt "What I Like About You", som efter en från början medioker lansering blev en succé under 1980-talet.
- Peter LeMarcs låt "Little Willie John" lanserades 1991, men blev inte en av hans mest spelade låtar förrän flera år senare.
- Raphael Saadiqs album The Way I See It, som lanserades i september 2008 men inte blev en kommersiell succé förrän under tidigt 2010-tal.
- Hoffmaestro & Chraas låt "Highwayman", som lanserades under 2008 men inte blev en kommersiell succé förrän sommaren/hösten 2010.